# Izmaił Czernow
Izmaił Aleksandrowicz Czernow, ros. Измаил Александрович Чернов (ur. w 1882 r. w Moskwie lub 1883 r. w guberni smoleńskiej, zm. 25 lutego 1956 r. w Cormeilles-en-Parisis) – rosyjski emigracyjny działacz społeczno-kulturalny, dziennikarz, publicysta
Edukację odebrał w Szwajcarii, a następnie we Francji. Potem przybył do Kijowa, gdzie pracował w banku. Po rewolucji bolszewickiej 1917 r. zamieszkał w Równem, które po 1918 r. znalazło się na polskim terytorium państwowym. Izmaił A. Czernow podczas wojny polsko-bolszewickiej współpracował z polskim wywiadem wojskowym. W latach 20. założył gazetę „Wołynskoje słowo”. Ponadto prowadził działalność społeczno-kulturalną. Współtworzył przytułek dla starców i chorych, biuro do spraw pracy oraz szkołę. W II poł. lat 30. przeniósł się do Warszawy, gdzie został redaktorem gazety „Nasze wriemia”. Podczas okupacji niemieckiej przedostał się do warszawskiego getta. Po zakończeniu wojny zamieszkał w Paryżu. Był członkiem Związku Rosyjskich Pisarzy i Dziennikarzy we Francji. W 1952 r. w piśmie „Wozrożdienije” został opublikowane jego wspomnienia wojenne z pobytu w getcie warszawskim.